# Brônquio
Nos mamíferos, os brônquios são os tubos que levam o ar aos pulmões. A traqueia humana divide-se em dois brônquios (direito e esquerdo). Estes apresentam estrutura muito semelhante à da traqueia e são denominados brônquios de primeira ordem. Cada brônquio principal dá origem a pequenos brônquios lobares ou de segunda ordem, que ventilam os lobos pulmonares. Estes, por sua vez, dividem-se em brônquios segmentares ou de terceira ordem, que vão ter os segmentos broncopulmonares. Os brônquios, por sua vez, se ramificam várias vezes até se transformarem em bronquíolos, um para cada alvéolo pulmonar, ao que se designa de árvore bronquial. Os brônquios têm a parede revestida internamente por um epitélio ciliado e externamente encontra-se reforçada por anéis de cartilagem, irregulares que, nas ramificações se manifestam como pequenas placas ou ilhas.Brônquios são condutos cartilaginosos localizados na porção mediana do tórax, abaixo da região inferior da traqueia; e se estendem desde o ponto da ramificação desta até o hilo pulmonar. O brônquio direito é mais vertical, curto e largo que o esquerdo. 
Tal como a traqueia, estes são constituídos por anéis incompletos de cartilagem e fibras musculares, conferindo mobilidade. Além disso, são também revestidos por epitélio ciliado, rico em células caliciformes (produtoras de muco). 
Essas estruturas, também chamadas de brônquios primários, subdividem-se nos brônquios lobares (ou de segunda ordem). À direita, há três destes: superior, médio e inferior; e, à esquerda, somente o brônquio superior e o inferior. 
Dos brônquios lobares seguem os brônquios segmentares (ou de terceira ordem). Esses vão se ramificando em porções cada vez menores, chamadas bronquíolos. 
A partir destas últimas estruturas citadas, a constituição de suas paredes passa a ser de músculo liso, sem cartilagem. A nova estrutura, desta forma, confere mais rigidez e a capacidade móvel, encontrada nos brônquios, deixa de existir. 
Os bronquíolos terminam em estruturas denominadas ductos alveolares, que se finalizam nos microscópicos alvéolos pulmonares. Estes, graças a uma rede de vasos sanguíneos, efetuam as trocas gasosas (hematose). 